# Jade Goody
Jade Goody, nombre completo Jade Cerisa Lorraine Goody (Londres, Inglaterra, 5 de junio de 1981 - Essex, Inglaterra, 22 de marzo de 2009) fue una celebridad británica conocida por haber participado en dos ediciones del programa de telerrealidad Celebrity Big Brother (Gran hermano Celebridades) profiriendo insultos racistas en la edición de 2007 contra la actriz india Shilpa Shetty.
En verano de 2008, Goody aceptó participar en Big Boss, la versión india de Gran hermano, para tratar de suavizar su pasada polémica con Shetty. La esteticista británica realizó visitas a barrios marginales de Nueva Delhi y volvió a disculparse en público por su incidente con la actriz bollywoodiense. Sin embargo, y durante el programa, Goody recibió en directo la noticia de que se le había detectado un cáncer cervical, por lo que abandonó inmediatamente la casa de Bombay rumbo a Londres para ser tratada. Se le diagnosticó un cáncer de cuello de útero avanzado que era ya incurable, por lo que decidió mediatizar su enfermedad con el objetivo de obtener dinero de los medios de comunicación para poder así garantizar una herencia a sus dos hijos. Finalmente, falleció el 22 de marzo de 2009, en su casa de Upshire, Essex.

## Apariciones en televisión
- 2002 : Big Brother
- 2003 : Celebrity Driving School
- 2003 : Wife Swap
- 2004 : Back To Reality
- 2005-2006 : Richard & Judy - 7 emisiones
- 2005 : Jade's Salon - 7 emisiones de 45 minutos
- 2006 : Just Jade - 8 emisiones de 44 minutos
- 2006 : Jade's Shape Challenge - 88 minutos
- 2006 : The Friday Night Project
- 2006 : Jade's PA
- 2007 : Celebrity Big Brother
- 2010 : Jade a year without her